# 北卡羅來納大學格林斯伯勒分校
北卡羅來納大學格林斯伯勒分校（英語：University of North Carolina at Greensboro，縮寫：UNC Greensboro、UNCG），是一所位於美國北卡罗來納州格林斯伯勒的公立研究型大學、文理學院。該大學創建於1891年，為北卡罗來納大學的組成機構。2015年《美國新聞與世界報道》將其列在全國大學排名中的第187位。